# Test de figura compleja de Rey
El test de figura compleja de Rey (también conocido como Test de figura compleja de Rey - Osterrieth o Test de Copia de una Figura Compleja) es una prueba estandarizada de valoración neuropsicológica, creada por André Rey originariamente para evaluar la organización perceptual y la memoria visual en personas con lesión cerebral, y que posteriormente se ha mostrado útil para evaluar funciones cognitivas en una población más amplia.

## Descripción
Se trata de un test de los llamados guestálticos. Existe una versión para adultos (la originaria de Rey) y una más simple para niños. La primera se divide en 18 elementos, cada uno de los cuales puntúa sobre 2 si la ejecución es correcta; cuando hay un fallo en la ubicación o en el trazado del elemento, se adjudica un punto, y si tanto la ubicación como el trazado es incorrecto (o el elemento está ausente), se adjudica 0. Por tanto, la escala oscila entre 0 y 36 puntos. La puntuación media de un adulto es 30 puntos.

## Aplicación
Se pide a la persona evaluada que copie la figura a mano sobre una hoja en blanco y sin límite de tiempo. 
Con el fin de evaluar la capacidad de recuerdo no verbal, a los 30 minutos, y sin haber avisado previamente, se le puede pedir a la persona que reproduzca la figura sin ayuda del modelo.
Los percentiles que corresponden a cada puntuación son (para adultos):
- Puntuación   29   30   31   32   32   33   34   34   35   36
- Percentil    10   20   30   40   50   60   70   80   90   100

## Historia
En 1941, el psicólogo de la Universidad de Ginebra (Ginebra, Suiza) André Rey, ante la dificultad de identificar los déficits específicos que presentaban personas de diversas edades tras sufrir lesiones cerebrales, diseña un test gráfico para su evaluación.
Tres años más tarde, Paul-Alejandro Osterrieth, consciente de la utilidad de la figura diseñada por Rey, enumera 18 elementos dentro de la misma, para cada uno de los cuales evalúa tres aspectos: presencia, si está completo y ubicación, y procede a su estandarización. La intención de Osterrieth era probar el principio holístico de la percepción en niños y jóvenes.
Otros autores que realizaron aportaciones al test fueron Edith Meyer Taylor (quien trabajó con Rey) y Laughlin B. Taylor, que desarrolló una segunda figura supuestamente comparable a la de Rey que puede usarse para eliminar el efecto de la memoria en una segunda evaluación.
Posteriormente se han desarrollado criterios explícitos de puntuación para las figuras complejas de Rey-Osterrieth y Taylor, aunque parece que la figura de Taylor es más fácil de recordar que la de Rey-Osterrieth, lo que pone en duda su equivalencia.

## Población
Su uso en la población infantil está bastante generalizado para valorar el nivel de desarrollo perceptivo-motor, la memoria visual inmediata y la atención, siendo de especial utilidad en el estudio de niños con TDAH.
También se aplica a población adulta en el ámbito de la psicología clínica para evaluar la capacidad visoespacial, las agnosias, las apraxias y los problemas de memoria visual.